# ISO 9660
Standard ISO 9660 – standard, który definiuje system plików przeznaczony dla płyt CD. Jest to standard obsługiwany przez różne systemy operacyjne z rodziny Unix (np. Linux), a także Mac OS, MS Windows, DOS i inne. Stworzony został przez Międzynarodową Organizację Normalizacyjną (ISO).
ISO 9660 nazywany jest także CDFS (Compact Disc File System – system plików CD) lub ISOFS (system plików ISO). Jest on używany również na nośnikach DVD, jednak w tym przypadku ujawnia się największa jego wada, która objawia się brakiem możliwości zapisywania plików większych niż 2 GB. Wady tej pozbawiony jest system plików UDF, będący rozszerzeniem standardu ISO 9660. Innym rozszerzeniem tego standardu, umożliwiającym stosowanie długich nazw plików oraz zapisywanie m.in. praw dostępu do nich, jest Rock Ridge.
W połowie lat 90., gdy w systemach operacyjnych rozpowszechniało się korzystanie z długich nazw plików, na dyskach CD system ISO 9660 najczęściej był stosowany jednocześnie z innym systemem o nazwie Joliet pozwalającym na użycie do 64 znaków w nazwie pliku.

## Ograniczenia
Standard ma trzy różne poziomy:
- Poziom 1: Ograniczenie nazwy plików/folderów do 8 znaków oraz 3 znaków rozszerzenia. Maksymalna liczba poziomów katalogów to 8.
- Poziom 2: Brak ograniczenia nazwy plików/folderów do 11 znaków (8 znaków nazwy + 3 znaki rozszerzenia). Dane są zapisywane jako kolejne bajty następujące po sobie.
- Poziom 3: Nie narzuca żadnych ograniczeń co do zapisywanych danych.

Standard przewiduje również restrykcje używanych znaków w nazwach.
- Wszystkie poziomy zawierają restrykcje co do: dużych liter, cyfr, podkreślników oraz kropek.
- Nazwa pliku nie powinna zawierać spacji.
- Nazwa pliku nie może zaczynać oraz kończyć się kropką.
- Nazwa pliku nie może zawierać więcej niż jednej kropki.
- Nazwa folderu nie powinna zawierać kropek.